# Conservatori de Praga
El Conservatori de Praga (en txec: Pražská konzervatoř) és una escola secundària txeca de Praga dedicada a l'ensenyament de les arts musicals i el teatre.

## Instrucció
El conservatori ofereix instrucció per aprendre a tocar diversos instruments musicals, així com cant, composició, direcció orquestral i teatre. Els estudis tenen una durada de sis anys. El currículum inclou estudis teòrics avançats, aprenentatge d'idiomes així com nocions bàsiques. La institució té les seves pròpies orquestres simfòniques i de cambra, diversos conjunts cambrístics i una companyia de teatre. Es duen a terme uns 250 concerts i 40 interpretacions dramàtiques a l'any.
Aproximadament, hi estudien 550 txecs i 40 alumnes estrangers al conservatori.

## Història
El Conservatori de Praga va ser fundat el 1808 per aristòcrates locals i burgesos. Les classes van començar el 1811, després del retard causat per les Guerres Napoleòniques. Friedrich Dionysius Weber va ser nomenat el primer director de l'escola.
El 1891, Antonín Dvořák va formar part de la facultat com a cap d'estudis del departament de composició. Va ser el director de l'escola entre 1901 i 1904. Entre els estudiants de Dvořák es troben els compositors Vítězslav Novák, Josef Suk (que va ser més tard director del conservatori), Rudolf Friml, Oskar Nedbal o Franz Lehár. La llista de professors que van ensenyar a l'escola inclouen el pianista Vilém Kurz.
Els següents alumnes van estudiar a l'escola: Jan Hřímalý, Otakar Sevcik, Jan Kubelík, Václav Talich, Karel Ančerl, Rafael Kubelík, Vítězslav Novák, Eugen Suchoň, Bohuslav Martinů (abandonar), Kateřina Jalovcová, Jana Jonášová, Jaroslav Ježek, Nadezda Kniplová, Václav Neumann, Jiří Bělohlávek, Franz Simandl, Václav Smetacek, Jana Sykorova, Josef Rudolf Zavrtal, entre d'altres.
Després de la creació de Txecoslovàquia el 1918, es van crear departaments de drama i ballet. Entre d'altres, Lída Baarová, Jiří Langmajer, Tatiana Vilhelmová, Filip Blazek i Zuzana Vejvodová hi van estudiar. Katya Zvelebilova va començar a ensenyar ballet clàssic al conservatori abans d'unir-se a la Royal Ballet School de Londres, on forma part de la plantilla en haver-se retirat del món professional.